# Roland Brunt
Roland Brunt (Amsterdam, 1958) is een Nederlandse muzikant die onder andere saxofoon, fluit en klarinet speelt. Hij werkt als sessiemuzikant en speelde daarnaast sinds 1992 als onderdeel van de Hot Haarlemmerdijk Horns mee met De Dijk, zowel in de studio als bij optredens. Vanaf 2007 zijn de Hot Haarlemmerdijk Horns omgedoopt in de Nieuwendijk Horns. De Dijk hield eind 2022 op te bestaan.
Brunt begon bij verschillende Amsterdamse bands zoals Door Mekaar en Morzelpronk. Daarnaast speelde hij onder meer in het Boulevard of Broken Dreams Orkest en in The Magnificent 7 en werkte mee aan albums van onder andere Frank Boeijen, Golden Earring, Carice van Houten en Beatrice van der Poel.

## Prijzen
In 1992 won Brunt de solistenprijs van Jazzpodium Concours in de Meervaart als fluitist van de Amsterdamse jazzband JazzMezz.